# Jacob Muricken
Mgr Jacob Muricken, né le 16 juin 1963 dans le Kerala, est un prélat catholique indien. Membre de l'Église catholique syro-malabare, il est éparque auxiliaire de Pala depuis 2012. 

## Biographie
Jacob Muricken est né à Pala (en), dans le Kerala, en Inde. Il est ordonné prêtre le 27 décembre 1993. Le 24 août 2012, il est nommé éparque auxiliaire de Pala et évêque in partibus infidelium de Thinis (de) par le pape Benoît XVI. Il est consacré le 1er octobre, par Mgr Joseph Perumthottam, archevêque syro-malabar de Changanacherry, assisté des éparques émérite et titulaire de Pala, Mgr Joseph Pallikaparampil et Mgr Joseph Kallarangatt (en).
En 2016, il donne un rein à un hindou démuni de 31 ans ayant besoin d'une greffe. Le 15 août 2020, il crée une grande chaîne de prière et une campagne web pour soutenir une Pakistanaise de 14 ans, kidnappée et mariée de force à son ravisseur,. En 2020, il demande à quitter son diocèse pour devenir ermite,,,.